# Börje Leander
Börje Leander als Spieler von AIK

Link zum Bild

(Bitte Urheberrechte beachten)
Oscar Börje Leander (* 7. März 1918 in Avesta; † 30. Oktober 2003 in Mora) war ein schwedischer Fußballspieler.

## Werdegang
Leander spielte bis 1938 für Dalängens FK, IK Sport, Solnapojkarna und Vasalunds IF. Anschließend ging er zu AIK Solna. Bis 1953 spielte er beim Verein und bestritt 249 Spiele in der Allsvenskan, in denen ihm 25 Tore gelangen. 1949 und 1950 wurde er Pokalsieger. Nach dem Abstieg in die Division 2 1951 blieb er dem Verein treu und schaffte mit der Mannschaft den sofortigen Wiederaufstieg.
Zwischen 1941 und 1950 trug er 23 Mal das Jersey der schwedischen Nationalmannschaft. Ihm gelangen vier Länderspieltore, alle per Strafstoß. Mit der Landesauswahl gewann er bei den Olympischen Spielen 1948 die Goldmedaille.